# Cliodinamica

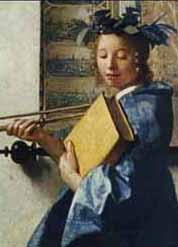
Clio

Cliodinamica è un'area di ricerca multidisciplinare incentrata sulla modellizzazione matematica delle dinamiche storiche.
I principali risultati ottenuti sono stati effettuati in relazione alla modellizzazione matematica dei cicli delle dinamiche socio-demografici  e le principali tendenze delle dinamiche del mondo.
Precursore di questi studi è lo storico e filosofo italiano Giuseppe Ferrari, con le sue opere Teoria dei periodi politici, 1874, e L'aritmetica nella storia, 1875.